# Мадиняно
Мадиня̀но (на италиански: Madignano, на местен диалект: Madignàa, Мадиняа) е малко градче и община в Северна Италия, провинция Кремона, регион Ломбардия. Разположено е на 70 m надморска височина. Населението на общината е 2910 души (към 2010 г.).